# 開心巨無霸
《開心巨無霸》是1989年出品的一部勵誌喜劇片，由鄭則士與瑪俐亞領銜主演。導演為知名電影人陳欣健，亦在該片客串演出。

## 劇情大綱
麥包（鄭則士飾）本為百貨公司業務員，因與何小珊（瑪俐亞飾）相遇，伸手援助之後被上司開除，進而發展系列故事...

## 劇中人物
- 鄭則士〔飾 麥包〕
- 瑪俐亞〔飾 何小珊〕
- 午馬〔飾 何父〕
- 焦姣〔飾 何母〕
- 林穎嫻〔飾 珊妹-加加〕
- 陳山河〔飾 珊弟-弟弟〕
- 陳思雅〔飾 珊小妹-Dada〕
- 柯受良〔飾 台南小李〕
- 沈威〔飾 大圈仔毛強〕
- 吳耀漢〔飾 賣場經理-王祖仁〕
- 葉子楣〔客串 展示小姐〕
- 司馬燕〔客串 酒樓小姐〕
- 陳國新〔客串 酒樓經理〕
- 黃錦燊〔客串 警官〕
- 林聰〔客串 警官〕
- 陳欣健〔客串 警官〕
- 鄧光榮〔客串 爆破專家〕
- 盧大偉〔客串 商場保安部經理〕
- 盧冠廷〔客串 商場保安部主任〕
- 黃霑〔客串 黃醫生〕
- 文雋〔客串 診所顧客〕
- 鞏俐
- 姜大衛〔客串 鄰居-曾先生〕
- 岑建勳〔客串 家具店老闆〕
- 陳惠敏〔客串 尖東沙皮哥〕
- 陳美琪
- 王龍威〔客串 診所劫匪〕
- 陳忠雅
- 李岡

## 外部連結
- 開眼電影網上《開心巨無霸》的資料（繁體中文）
- 香港影庫上《開心巨無霸》的資料（繁體中文）
- 时光网上《開心巨無霸》的資料（简体中文）
- 豆瓣电影上《開心巨無霸》的資料 （简体中文）
- 互联网电影数据库（IMDb）上《開心巨無霸》的资料（英文）